# ロシアン・ハウンド
ロシアン・ハウンド（英語：Russian Hound）は、ロシア原産のセントハウンド犬種のひとつである。別名はロシアン・ドラブ・イエロー・ハウンド（英語：Russian Drab Yellow Hound）、コストロマ・ハウンド（英語：Kostroma Hound）、ゴンチャーヤ・ルスカーヤ（英語：russkaja gontchaja）。

## 歴史
16世紀にはその存在が確認されていた、古い犬種である。もともとは純血の犬ではなく、ロシアの広い地域で存在していたタイプ犬のひとつであった。地方ごとにその地の土着のロシアン・ライカ犬種と、輸入された西欧系のセントハウンドを掛け合わせて作られていた。このため地域によってさまざまなバリエーションが存在していたが、ロシア皇帝にその能力をみとめられ、パックを複数所有されるなど高い評価を受けていた。長らく純血犬種として確立されないままでいたが、1925年にロシア原産のハウンドについて調査が実施された。
しかし、1917年のロシア革命が起きた後であり、ほとんどのハウンドは貴族のものであったため、さまざまなバリエーションのハウンドがすでに消滅していた。そのため、スタンダードは、コストロマ州にいたハウンドを元に設定された。
主にノウサギを、時にキツネやアナグマを狩るのに使われる。時と共に狩猟スタイルは大きく変わっていった。最初期は大規模なパックで、中期には2頭で、そして近代ごろからは単独でのセントハントを行うようになった。最初期には複数の犬（同種）でパックを作り、これで獲物の臭いを追跡し、仕留めるまでの作業を全て行った。中期での2頭の猟は、本種とボルゾイのコンビを組んで行った。まず本種が獲物の臭いを追跡し、発見するとボルゾイにバトンタッチして追いかけ、仕留めてもらった。尚、混血が起こらないよう、なるべくコンビは性別が同じ犬同士を選んで組まれていた。異性同士の組合わせで稀に混血犬が生まれることもあったが、これは見た目や能力で両親のどちらかの役割を担わせ、別の犬とコンビを組ませて使用された。尚、この雑種は必ず去勢・避妊が施された上で使役された。近代に入ってからは単独での狩りに用いられるようになり、一頭で捜索・追跡・仕留めるまでの全てをこなすようになった。
現在ロシアでは最も人気の高いセントハウンド犬種で、年間に千頭以上の仔犬が産まれている。しかし、この影で実猟犬として生まれながら才能を持ち合わせておらず、生後数ヶ月で殺されたり棄てられる犬が多くおり、社会問題になっている。狩猟に使えなくなった老犬も同様に棄てられたり殺されることがあり、運良く動物愛護団体に救助される犬はほんの一握りに過ぎないとする専門家もいる。狩猟が今日も活発に行われている地域の動物保護施設では、こうして主人を失ったロシアン・ハウンドが数多く収容されているといわれている。
ロシアン・ハウンドは、ほぼ全てが実猟犬として飼育されているが、一部はショードッグに、実猟リタイア犬や保護犬はペットとしても飼育されている。ロシアでは非常に人気のある犬だが、原産国外では極めて珍しい存在である。

## 特徴
ライカ犬種とセントハウンド犬種のよいところをあわせたような犬であるといわれている。ライカからは病気への抵抗力と吠え声、セントハウンドからは嗅覚のよさを受け継いだ。筋肉質で引き締まった体つきをしていて、脚は長く走るのが早い。通常の長さのマズルを持ち、嗅覚は優れている。耳は垂れ耳、尾は飾り毛のない垂れ尾。コートは厚めのショートコートで、毛色はホワイトをベースとして、くすんだ黄色の斑が入ったものが一般的だが、他の毛色もある。大型犬サイズで、性格は忠実で従順、冷静であまり表情をあらわにしない。友好的でしつけの飲み込みは普通。状況判断力は高い。吠え声は抑揚があり、ライカ犬同様、猟中だけでなく、意思表示のためによく吠える傾向にある。しかし、しつけによってやめさせることが可能である。運動量は非常に多く、初心者には扱いにくい犬種である。